# محمد أنور حديد
محمد أنور حديد (بالإنجليزية: Mohamed Hadid)‏ هو مطور عقاري يحمل الجنسيتين الأردنية و‌الأمريكية من مواليد 6 نوفمبر 1948، وهو من أصل فلسطيني، يشتهر ببناء الفنادق والقصور الفاخرة، خاصة في حي بيل إير بمدينة لوس أنجلوس وبيفرلي هيلز في مقاطعة لوس أنجلوس (كاليفورنيا).

## حياة سابقة
محمد أنور حديد فلسطيني ولد في الناصرة في تشرين الثاني / نوفمبر 1948 لأسرة مسلمة. هو ابن أنور حديد (1908-1979) وزوجته خيرية. من خلال والدته يدعي النسب من ضاهر العمر أمير الناصرة وشيخ الجليل. حديد لديه شقيقان وخمس أخوات.
فر مع أسرته من فلسطين خلال النكبة الفلسطينية عام 1948. في عام 2015، قال حديد: «أصبحنا لاجئين إلى سوريا وفقدنا منزلنا في صفد لعائلة يهودية التي آويناها... شيء غريب. أن أفعل ذلك أنا وعائلتي مرة أخرى.»
درس والده أنور حديد في كلية المعلمين في القدس والتحق بالجامعة في سوريا لدراسة القانون، في الفنرة التي كانت قبل عمله في مستوطنات السلطات البريطانية وتدريسه اللغة الإنجليزية في كلية المعلمين أثناء الانتداب البريطاني على فلسطين.
في عام 1948 انتقل إلى سوريا وانضم إلى وكالة الإعلام الأمريكية وصوت أمريكا. عاش هو وعائلته في دمشق، تونس، واليونان قبل الانتقال إلى واشنطن العاصمة، حيث كان أنور الأب يعمل في مقر إذاعة صوت امريكا VOA هناك، وعندها كان أبنه محمد في الرابعة عشر من عمره، وقضى بقية حياته المهنية هناك مع VOA و USIA ككاتب ومحرر ومترجم.
التحق محمد أنور حديد بجامعة ولاية كارولينا الشمالية ومعهد ماساتشوستس للتكنولوجيا.

## المسار المهني
من بين مشاريعه الأولى كانت شركة تصدر معدات إلى الشرق الأوسط.
فقد بدأ حياته المهنية في استعادة وإعادة بيع السيارات الكلاسيكية في حي جورج تاون بواشنطن العاصمة، قبل أن ينتقل إلى اليونان حيث افتتح ملهى ليليًا على إحدى الجزر، ومع الأرباح، بدأ في تطوير العقارات مرة أخرى في الولايات المتحدة.
في الثمانينيات، جاء جزء كبير من نفوذه المالي من مؤسسة SAAR، وهي مؤسسة مقرها هيرندون ولها جذور سعودية. كانت المؤسسة شريكًا بنسبة 50-50 في العديد من مشاريع حديد.
في أواخر الثمانينيات، واجه ما لا يقل عن 30 دعوى قضائية من الدائنين والبنوك بدعوى أنه لم يف بالتزامات مالية مختلفة.
ودفع 150 مليون دولار لفنادق ريتز كارلتون في واشنطن ونيويورك. كما قام بتحويل أحد فنادق هيوستن إلى فندق ريتز كارلتون وطور منتجع ريتز كارلتون في سكوتسديل بولاية أريزونا.
لقد تفوق على دونالد ترامب، ودفع 42.9 مليون دولار للعديد من قطع أراضي مختارة في أسبن وأعلن عن خطط لمنتجع ريتز من 292 غرفة.
في عام 1992، تم التوصل إلى تسوية في دعوى قضائية من قبل بنك ريجز ضد ملفين لينكين رئيس بنك كولومبيا فيرست، وهو شريك حديد في مشروع بناء في واشنطن العاصمة، حيث تضمن قرضًا تخلف حديد عن سداده.
بعد التسوية، أغلق حديد مكتبه المحلي، وخسر منزله في ماكلين بسبب الحجز على الرهن، وغادر منطقة واشنطن.
قام بتطوير Le Belvedere، وهو قصر في Bel Air، لوس أنجلوس، بيع بمبلغ 50 مليون دولارًا   في عام 2010. في عام 2012، طور The Crescent Palace، وهو منزل مساحته 48000 قدم مربع على قطعة أرض فدان بجوار فندق Beverly Hills Hotel، والذي عرضه للبيع بسعر 58 دولارًا.   مليون.
بعد فترة وجيزة من حصول حديد على الموافقة على بناء قصر في بيل إير، تم تشكيل تحالف مالكي المنازل في بيل إير، برئاسة فريد روزين، لمعارضة أنشطة حديد.
وفي يناير 2015، رفعت نانسي والتون لوري، وريثة ثروة وول مارت ومقيمة في بيل إير، دعوى قضائية من خلال شركتها، LW Partnership، ضد حديد. واتهمت لوري حديد بإتلاف جذور شجرة أوكالبتوس على ممتلكاتها بجدار حاجز بناه بجوار منزلها.
في ديسمبر 2015، صوت مجلس مدينة لوس أنجلوس لمتابعة تهم جنائية بشأن ادعاء بأن حديد انتهك قوانين تقسيم المناطق المحلية. وزعم المجلس أن حديد قد بنى منزله على عكس أوامر التخطيط المتعددة وجعله ضعف الحجم المسموح به.
في مايو 2017، لم يطعن حديد في تهم الجنح الناجمة عن قضايا بناء قصر لم يحصل على موافقة المدينة بسببها، وحُكم عليه في شهر يوليو بخدمة المجتمع والغرامات.
في يوليو 2017، حُكم عليه بـ 200 ساعة من خدمة المجتمع، واستُدعي لإعادة 14191 دولارًا إلى مدينة لوس أنجلوس كتعويضات، وغرامة 3000 دولار.
كما تم منحه فترة اختبار مدتها ثلاث سنوات لضمان امتثال العقار للوائح الحالية، أو أنه سيواجه عقوبة بالسجن لمدة 180 يومًا.

### مهنة رياضية
شارك محمد أنور حديد في رياضة التزحلق السريع في دورة الألعاب الأولمبية الشتوية 1992، ممثلا عن الأردن. كان يبلغ من العمر 43 عامًا في ذلك الوقت.
وتشجع حديد على المشاركة من قبل صديقه، المتزلج الأولمبي النمساوي فرانز ويبر. وكان حديد العضو الوحيد في الوفد الأردني، ويبقى الشخص الوحيد الذي مثل الأردن في دورة الألعاب الأولمبية الشتوية.

## الظهور التلفزيوني
ظهرت حديد في البرنامج التلفزيوني The Real Housewives of Beverly Hills، كزوج سابق ليولاندا حديد. وقد ظهر أيضًا في Shahs of Sunset، و Second Wives Club على E! مع خطيبته شيفا صفاي عام 2017.

## الحياة الشخصية
كان زواج حديد الأول من ماري بتلر، وأنجب منها ابنتان، ألانا حديد ومارييل حديد. ثم أنهى محمد وبتلر زواجهما في عام 1992.
وفي الفترة من عام 1994 حتى طلاقهما في عام 2000، كان محمد متزوجًا من عارضة الأزياء الهولندية يولاندا حديد، ني فان دن هيريك. كان لديهم ثلاثة أطفال، أصبحوا جميعًا عارضي أزياء : جيجي (مواليد 1995)، بيلا (مواليد 1996)، وأنور (مواليد 1999).
في عام 2014، كان حديد مخطوباً لشيفا صفاي، عارضة الأزياء وسيدة الأعمال، والتي ولدت في إيران وترعرعت في النرويج، وفي سن التاسعة عشر، انتقلت إلى لوس أنجلوس مع عائلتها. بدأت شيفا صفاي، التي تصغره ب 33 عامًا، بالظهور في E! برنامج الواقع، نادي الزوجات الثاني في عام 2017.
واعتبارًا من ديسمبر 2019، انفصل محمد حديد وصفاي،
يحمل محمد أنور حديد مواطنة أردنية أمريكية مزدوجة. ولا يعتبر نفسه مسلمًا متدينًا، ولكنه لم يشرب الكحول أبدًا، على الرغم من أنه يمتلك قبوًا يحتوي على 5000 زجاجة نبيذ، بما في ذلك بعض من مصنع النبيذ الخاص به في بيفرلي هيلز.

## وصلات خارجية
- الموقع الرسمي
- محمد أنور حديد على موقع IMDb (الإنجليزية)